# Route nationale 161bis
La route nationale 161bis ou RN 161bis était une route nationale française reliant Segré à Chemillé.
À la suite de la réforme de 1972, elle a été déclassée en RD 961.

## Ancien tracé de Segré à Chemillé (D 961)
- Segré (km 0)
- Marans (km 6)
- Vern-d'Anjou (km 11)
- La Pouëze (km 17)
- Bécon-les-Granits (km 22)
- Saint-Augustin-des-Bois (km 27)
- Saint-Georges-sur-Loire (km 34)
- Chalonnes-sur-Loire (km 41)
- La Jumellière (km 50)
- Chemillé (km 56)